# Barguzini járás

A Barguzini járás Burjátiában

A Burgazini járás (oroszul Баргузинский район, burját nyelven Баргажанай аймаг) Oroszország egyik járása a Burját Köztársaságban, székhelye Barguzin falu.

## Népesség
- 2002-ben 26 256 lakosa volt, melynek 73,8%-a orosz, 23,4%-a burját.
- 2010-ben 23 598 lakosa volt, melyből 17 686 orosz, 5 238 burját, 179 tatár, 84 evenk, 72 ukrán, 21 zsidó stb.